# Georges Thone
Pour les articles homonymes, voir Thone.
Georges Thone né à Herstal le 28 août 1897, mort à Liège le 11 février 1972 , est un industriel belge et militant wallon.

## Un imprimeur et un mécène
Il avait hérité de son père l'imprimerie dont il allait devenir le directeur lui donnant une impulsion qui allait en faire une des premières imprimeries de Wallonie et de cet industriel l'un des mécènes du Mouvement wallon. L'Encyclopédie du Mouvement wallon estime même qu'il a fait imprimer la moitié des journaux de tendance autonomiste wallonne qui aient paru avant la guerre.
Parmi ces journaux, le plus important, par la qualité de sa tenue et son influence, ce sera L'action wallonne revue mensuelle où cohabiteront des militants wallons de toutes les sensibilités (chrétienne, libérale, socialiste), qui s'opposera vivement à la politique de neutralité de la Belgique décidée en 1936. On retrouve dans les pages de ce mensuel les signatures de Fernand Dehousse, Auguste Buisseret, Englebert Renier, Georges Truffaut, Jean Rey, etc.
Il édita également en 1935 le fascicule Salut à la Belgique écrit par Paul Claudel, le nouvel ambassadeur de France en Belgique.
Thone se radicalisa rapidement au point de vue politique, estimant que la solution du fédéralisme était dépassée et qu'il n'y fallait plus voir qu'une étape avant la réunion avec la France.

## De la main-d’œuvre liégeoise pour la France en 1939-1940
Son opposition à la politique de neutralité réitérée souvent en public, dans la presse, envoyée à des Premiers ministres ne fut pas que verbale. Dès que la France déclara la guerre à l'Allemagne en septembre 1939, il est mis en contact avec le ministre français de l'armement Raoul Dautry qui juge que, plus que de volontaires, la France a besoin d'une main-d’œuvre spécialisée et de haut niveau. C'est ainsi qu'il organise un réseau clandestin d'ouvriers qualifiés que Liège compte dans ses usines sidérurgiques à qui l'on demande surtout de ne pas être communistes. Il semblerait que 3 000 à 4 000 travailleurs aient été ainsi acheminés en France avec l'aide complice de syndicalistes liégeois (le système imaginé était de les placer dans les wagons de queue du train pour Paris, de les détacher du train à Erquelinnes puis de les raccrocher à Jeumont).
L'invasion allemande disperse l'équipe de militants wallons autour de Thone et de l'Action wallonne, mais ses différents membres demeurent en contact malgré les événements.

## Contacts avec Vichy
À Vichy, Thone se met en contact avec le Gouvernement de Pétain et lui remet un rapport circonstancié sur la situation de la Wallonie. L'ancien consul de France à Liège Fernand Sarrien a été promu ministre plénipotentiaire et traite des affaires belges dans l'administration de Vichy. Raymond Grimal est devenu le chef de cabinet de Pierre Pucheu. Thone, usant de ses relations, dépose un deuxième rapport en 1941 où il évoque les différentes hypothèses envisageables sur l'issue du conflit mondial (victoire allemande, victoire britannique, affaiblissement réciproque du Royaume-Uni et de l'Allemagne) : dans les trois hypothèses il s'avère, selon lui, indispensable que la Wallonie soit réunie à la France. 
Thone a été également nommé responsable du Secours national français, il s'établit à Nice, aide de nombreux réfugiés wallons en France. Il demeure en contact avec Fernand Dehousse (demeuré à Liège), Georges Truffaut qui, lui, a rallié Londres et le gouvernement belge en exil. Plusieurs de ses amis mettent en garde Thone contre le danger de ses contacts avec le régime de Vichy; car l'on prend conscience petit à petit des nombreuses dérives du régime. 

### Une opinion défavorable à Thone
Hervé Hasquin a écrit un petit livre qui pense qu'il faut admettre que la collaboration de Thone avec les autorités de Vichy ne se fondaient pas seulement sur le souci de se lier à la France en fonction d'un avenir préoccupant, mais aussi reposaient sur des affinités idéologiques avec le régime ou du moins ne les mettaient pas en cause, ce qui, selon l'historien rejaillit sur le mouvement wallon dans son ensemble : 
«  Les épisodes retracés n’ont au total que de très lointains rapports avec l’aura de la Résistance. On savait déjà que les Wallons et Bruxellois francophones s’y étaient beaucoup plus impliqués que les Flamands. Mais plus personne n’était dupe quant à la part marginale prise par le Mouvement wallon dans cette Résistance, même s’il réussit à s’accaparer quelques lauriers, tant fut considérable le discrédit dans lequel s’était embourbée un frange importante du Mouvement flamand. Toutefois combien n’est-il pas vulnérable ce Mouvement wallon, paré de vertus refusées à son pendant flamand ! N’était-ce pas une forme d’incivisme – en tout cas ça l’aurait été aux yeux de l’opinion publique – d’avoir choisi en pleine guerre la fin de la Belgique et le rattachement à la France ? Rien là de très glorieux ! Il valait mieux éradiquer jusqu’au moindre soupçon et faire oublier que les principales cibles de Wallonie libre furent à côté des nazis et des rexistes, d’abord la Belgique, les Flamands, le roi et le gouvernement de Londres. Ouf, on pouvait tout de même s’attribuer une spécificité antifasciste ! »

### Une opinion plus favorable
Parce que cet historien mettait en cause des rendez-vous manqués avec Georges Truffaut (demeuré à Londres), l'historienne Micheline Libon a étudié leurs relations, constaté que les rendez-vous manqués de Thone avec Truffaut provenaient de causes extérieures aux deux hommes et ne venaient pas d'une volonté de rompre avec le "gaulliste" Truffaut. Elle s'est aperçue aussi que sous couvert de demandes adressées notamment à Paul Van Zeeland, Thone cherchait à gagner le Royaume-Uni comme il le laisse entendre dans une lettre à Truffaut: En te rejoignant quelle sera ma situation? Devrai-je vivre à mes frais? Ou as-tu trouvé pour moi une fonction rétribuée ? Mais dans ce cas, ne serais-je pas sous la coupe de nos ministres?Elle conclut: 
« Georges Truffaut - Georges Thone: deux amis liégeois unis, pendant des années, dans un engagement militant pour la reconnaissance politique de la Wallonie! Deux Wallons qui, vu le cataclysme de la guerre, se trouvent géographiquement séparés et plongés dans deux univers antagonistes. Vu les problèmes d'acheminement et de perte de courrier en ce temps de guerre et le caractère épars de la correspondance de ces deux hommes, il faut patience et longueur de temps pour découvrir la trame du tissu de leur courrier. Il faut longueur de temps pour découvrir le tissu de leurs échanges afin d'éviter de se perdre dans le contexte mouvant où il ne cesse d'évoluer. En déjouant la censure autant que possible, en usant de noms et de termes codés, ils réussissent à ce que rien ne vienne altérer leurs relations : leur correspondance en témoigne. Tout comme, en dépit des difficultés, elle témoigne de la poursuite de leur réflexion sur l'avenir de la Wallonie […] Qu'écrire de plus ? Sinon exprimer un sentiment d'empathie avec les acteurs, plongés dans des événements aussi tragiques. »

## Maintien des contacts avec Londres et la Wallonie
Thone est resté en contact avec Liège mais aussi Charleroi et le Mouvement wallon y compris celui qui s'engage dans la Résistance. Il continue à le financer. Il tente de prendre contact avec le général de Gaulle, par l'intermédiaire de Georges Truffaut mais le gouvernement britannique ne facilite pas ses contacts, car il est désireux de demeurer en bons termes avec le Gouvernement belge en exil et la Belgique officielle. Il sembler d'ailleurs que la France libre ne voyait pas nécessairement d'un bon œil ces projets de réunion de la Wallonie à la France, Thone étant un réunioniste convaincu mais qui veut que la Wallonie dans la France y demeure un État fédéré. De même le gouvernement de Pétain rejette finalement l'éventualité d'une réunion de la Wallonie à la France. À partir de 1943, Thone perd de son influence en raison de ces prises de position. D'autre part, les filières de ses contacts avec la Wallonie sont détruites.
Il rentre en Belgique à la Libération en septembre 1944. Il adhère à Wallonie libre, reprend son rôle de mécène et d'imprimeur du Mouvement wallon, participe aussi à Rénovation wallonne et à l'activité du Conseil économique wallon créé en 1939 et qui avait poursuivi ses activités durant la guerre. Son plan était de regrouper les forces wallonnes dans un organisme à vocation avant tout économique.

## Du Gouvernement wallon séparatiste au Rassemblement wallon
Il semble qu'il ait participé à la tentative de Gouvernement wallon séparatiste peu avant le dénouement de la Question royale à la fin de juillet 1950. Il remplacera également Edgard Frankignoul à la tête du Grand Liège. À la tête du Grand Liège, il dénoncera les lois d'expansion économique votées à l'initiative du Premier ministre belge Gaston Eyskens, il prendra également la défense des Fourons en faisant produire par cette organisation un rapport estimant que les Fourons sont wallons. C'est lui aussi qui lancera dans le Bulletin du Grand Liège le slogan « Il faut dégraisser Bruxelles ».
La grève générale de l'hiver 1960-1961 heurte cet homme de la droite démocratique qui craint toute réforme de structure et la mainmise des renardistes, sur le Mouvement wallon tout entier. Il rompt d'ailleurs à ce moment avec le Congrès national wallon et même avec Fernand Schreurs, refuse d'imprimer encore la revue du Congrès national wallon. Avec l'appui de Marcel Thiry notamment, il fonde un Comité d'études pour une nouvelle action wallonne qui éditera une série de brochures dont celle de Jacques Leclercq sur Les Catholiques et la question wallonne.
Il donne au nouveau parti fondé en 1968, le Rassemblement wallon, au moins à Liège, les moyens pour mener la campagne électorale de mars 1968 à la suite de laquelle ce parti s'imposera au parlement.

## Hommage
Une rue du quartier d'Outremeuse à Liège porte son nom, la rue Georges Thone.